# Novocaine (película)
Novocaine es una película estadounidense de suspense y acción de 2025 dirigida por Dan Berk y Robert Olsen y escrita por Lars Jacobson. Está protagonizada por Jack Quaid como Nathan Caine, junto a Amber Midthunder, Ray Nicholson, Jacob Batalon, Betty Gabriel, Conrad Kemp y Matt Walsh.
La película fue estrenada en los Estados Unidos el 14 de marzo de 2025 por Paramount Pictures.

## Premisa
Nathan Caine es un introvertido de modales apacibles con un raro trastorno, la Insensibilidad congénita al dolor (CIP), que debe rescatar a su novia que ha sido tomada como rehén en un robo a un banco.

## Reparto
- Jack Quaid como Nathan "Novocaine" Caine, un ejecutivo bancario protegido que no puede sentir dolor
- Amber Midthunder como Sherry Margrave, el interés amoroso de Nathan, quien es secuestrada por ladrones de bancos
- Ray Nicholson como Simon Greenly, un ladrón de bancos
- Jacob Batalon como Roscoe Dixon, el amigo de Nathan en los juegos en línea
- Betty Gabriel como Mincy Langston, una oficial del SDPD
- Matt Walsh como Coltraine Duffy, un oficial del SDPD
- Conrad Kemp como Andre Clark, un ladrón de bancos
- Evan Hengst como Ben Clark, un ladrón de bancos y hermano de Andre
- Craig Jackson como Nigel, el manager de Nathan
- Lou Beatty Jr. como Earl, uno de los clientes bancarios de Nate

## Producción
En octubre de 2023, se anunció que Jack Quaid protagonizaría la película de suspenso y acción Novocaine, dirigida por Dan Berk y Robert Olsen y escrita por Lars Jacobson. Es la primera película del sello de producción de FilmNation Entertainment, Infrarrojo.  En febrero de 2024, Paramount Pictures adquirió la película, y Amber Midthunder también fue anunciada como parte del elenco.  En marzo, Ray Nicholson, Jacob Batalon, Betty Gabriel y Matt Walsh se unieron al elenco de la película.  El rodaje de la película comenzó el 8 de abril de 2024 en Ciudad del Cabo, Sudáfrica.

## Estreno
La película se estrenó en los Estados Unidos el 14 de marzo de 2025.

## Recepción
Novocaine recibió reseñas generalmente positivas de parte de la crítica y de la audiencia. En el sitio web agregador de reseñas Rotten Tomatoes, la película posee una aprobación de 82%, basada en 140 reseñas, con una calificación de 6.6/10 y un consenso crítico que dice "Recibiendo una dosis de adrenalina gracias al considerable encanto de Jack Quaid y Amber Midthunder, mientras encuentran formas cada vez más dementes de explotar su concepto, Novocaine es todo lo contrario a un dolor de ver". De parte de la audiencia tiene una aprobación de 85%, basada en más de 1000 votos, con una calificación de 4.2/5.
El sitio web Metacritic le dio a la película una puntuación de 59 de 100, basada en 32 reseñas, indicando "reseñas mixtas o promedio". Las audiencias encuestadas por CinemaScore le otorgaron a la película una "B" en una escala de A+ a F, mientras que en el sitio IMDb los usuarios le asignaron una calificación de 6.9/10, sobre la base de más de 3800 votos. En la página web FilmAffinity la cinta tiene una calificación de 6.1/10, basada en 50 votos.